# الكفيف الزرهوني
الكفيف الزرهوني (ولد في زرهون، القرن الـ 8 الهجري، الـ 14 الميلادي - توفي سنة 1348) شاعر زجال مغربي عاش خلال فترة الدولة المرينية، واشتهر خلال ولاية السلطان أبي الحسن المريني بنظمه لقصيدة ملحمية زجلية عُرفت باسم مَلْعبة الكفيف الزرهوني، وهي تعتبر أقدم نص تاريخي معروف بالدارجة المغربية،  على ما سماه ابن خلدون بعَروض البلد.

## حياته
المراجع حول سيرة الكفيف الزرهوني نادرة، وأهمها مقدمة ابن خلدون الذي أشار إلى الملعبة، وذكر صاحبها بلقبه ونسبه الشائع (الكفيف الزرهوني)، دون إشارة إلى اسمه الذي أثبت محقق المَلعبة محمد بنشريفة أنه عبد الله. ذكر ابن خلدون بأنه كان ضريرا (ومنه أخذ لقب الكفيف)، عاصر السلطان أبا الحسن المريني، وينتسب إلى قبيلة صاريوة من بني يازغة، بين صفرو والمنزل وسط المغرب.
المصدر الثاني هو تحقيق المؤرخ المغربي محمد بن شريفة للملعبة (الصادر سنة 1987)، والذي رجح فيه بأن الزرهوني قد يكون توفي سنة 749 هجرية إثر الطاعون الذي ضرب المغرب في إبانه.

## ملعبة الكفيف الزرهوني
الملعبة شكل ملحمي من الزجل المغربي، سمي كذلك لتلاعب الزجالين فيه بالقوافي. وقد ازدهر هذا اللون الشعري بشكل كبير في العصر المريني، وقد أشار ابن خلدون إلى انتشار الزجل المغربي في مقدمته حيث قال: "إن أهل فاس وغيرهم استحسنوا هذا الفن، وولعوا به، ونظموا على طريقته، وتركوا الإعراب الذي ليس من شأنهم، وكثر سماعه بينهم، واستفحل فيه كثير منهم". وزاد بخصوص ملعبة الكفيف: "وكان لهذه العصور القريبة، مِن فٌحولهم بزرهون من نواحي مكناس، رجلٌ يُعرف بالكفيف، أبدع في مذاهب هذا الفن، ومن أحسن ما علِقَ به في محفوظي قولُه في رِحلة السلطان أبي الحسن وبني مرين إلى إفريقية، يصف هزيمتهم بالقيروان، ويعزِّيهم عنها، ويؤسِّيهم بما وقع لغيرهم، بعد أن عيَبهم على غزاتهم إلى إفريقية، في مَلْعبة من فنون هذه الطريقة"."
نظم الزرهوني ملعبته حول موضوع الحركة العسكرية التي قام بها أبو الحسن المريني إلى إفريقية الحفصية، والتي كان يهدف من خلالها إلى «توحيد المغرب الكبير من أقصاه إلى أدناه، ولإخماد فتن الأعراب وجورهم، ولتأمين طريق الحج وزيارة قبر الرسول الأكرم»، غير أن الحركة فشلت، وانهزم الجيش المريني في القيروان، فكانت القصيدة شكلا من المواساة والتعزية عن الهزيمة. تشكل الملعبة وثيقة تاريخية مهمة لسردها تفاصيل سياسية واجتماعية دقيقة حول تلك المرحلة، من أهمها:
- أنها تعبر عن ارتباط العامة وعوام الشعب بالأحداث السياسية والعسكرية الكبرى لدولتهم، وخصوصا الرفض الشعبي للتوسع المريني جهة الشرق.
- سردها للسياق السياسي للعملية العسكرية.
- جردها لبنية الجيش المريني، وعتاده، وكيفية تنظيم الجيوش في تلك الحقبة.
- توثيقها للمجريات القتالية، خصوصا غرق أسطول أبي الحسن في السواحل الجزائرية.
- إشارتها - عبر التلميح - إلى التداعيات السياسية للهزيمة، وخصوصا انقلاب أبي عنان على أبيه، وتنحيته عن العرش المريني.

### أمثلة من الملعبة
في هذه الأبيات، ينتقد الكفيف الزرهوني السياسة التوسعية للدولة المرينية جهة الشرق:
أمولاي بولحسن خطينا الباب في قضية سرنا لتونس
في غنى كنا عن الجريد والزاب واشلك بعرب إفريقية الغوبس
أما بلغك عن عمر فتى الخطاب الفاروق فاتح القرى المؤسس
فتح الشام والعراق وتاج كسرى ولم يفتح من فريقية ذكان
كانت إذا ذكرت له كره خبر[ه] ا وقال إسمها يفرق الإخوان
هذا الفاروق زمرد الإيمان سصرح فإفريقية بذا التصريح
إذا كان ذا في مدة البررا آش يفعل في أواخر الأزمان